# Andrena albifacies
Andrena albifacies är en biart som beskrevs av Johann Dietrich Alfken 1927. Andrena albifacies ingår i släktet sandbin, och familjen grävbin. Inga underarter finns listade i Catalogue of Life.